# McKenzie-tó
A McKenzie-tó (angolul Lake McKenzie, a butchulla bennszülöttek nyelvén Boorangoora) Ausztráliában, Queensland államban, a Fraser-szigeten található.
A tó hossza 1200 méter, szélessége 930 méter. A tó partja finom homokból áll és a rajta megszűrt talajvíz annyira tiszta, hogy számos faj számára nem megfelelő élőhely. 
Kedvelt kirándulóhely, van kemping, piknik terület és barbecue.

## Külső hivatkozások
- A McKenzie tó partján készült panoráma – Indafoto.hu (angolul)